# Nemopistha contumax
Nemopistha contumax är en insektsart som beskrevs av Bo Tjeder 1967. Nemopistha contumax ingår i släktet Nemopistha och familjen Nemopteridae. Inga underarter finns listade i Catalogue of Life.